# Command & Conquer (spelserie)
Command & Conquer-serien, ofta förkortat till C&C eller CNC, är en serie av realtidsstrategidatorspel utvecklade av Westwood Studios och EA Los Angeles. Westwood köptes av Electronic Arts år 1998. EA stängde Westwood år 2003 och lät de anställda börja hos EA Los Angeles, där C&C-titlar görs numera. Ett fåtal personer från Westwoods ursprungliga C&C-arbetslag stannade kvar på EA, medan de flesta lämnade för att skapa det nya spelföretaget Petroglyph.
Det senaste spelet är Command & Conquer Remastered Collection släppt 5 juni 2020.

## Tiberium-serien
Tiberium-serien presenterar tre krigande fraktioner, de två första av dessa är FN-stödda Global Defense Initiative (GDI) och terroristgruppen Brotherhood of Nod (Nod). I Command & Conquer 3 introduceras en ny utomjordisk ras, Scrin.
Det första spelet, Command & Conquer utvecklades av Westwood Studios år 1995, och distribuerades exklusivt av Virgin Interactive. Serien inleds under andra halvan av 90-talet då en meteorit slår ner på Jorden vid Tibern i Italien. Meteoriten visar sig innehålla en utomjordisk växt, som får namnet Tiberium. Den blir snabbt den värdefullaste handelsvaran då den har förmågan att suga upp mineraler ur marken och kristallisera dem uppe på ytan. Dock är de mycket giftiga och kontakt med dem kan leda till mutationer, eller döden. 
Spelet börjar med en serie bombattentat, kulminerad i förstörelsen av en påhittad byggnad, the Grain Trade Center i Wien. Bombningen skylls på Nod-terroristerna och deras ledare, Kane. FN beslutar att en motaktion krävs och skapar GDI. Då FN ser Tiberium som ett hot som måste utplånas, och Nod ser det som nyckeln till nästa steg i evolutionen, är en konflikt oundviklig. GDI-kampanjen, som anses vara kanon, avslutas med att Nods tempel i Sarajevo, omringas och Kane dödas.
Nästa spel, Tiberian Sun, utspelar sig under år 2030. GDI arbetar för att utrota Tiberiumet, som spridit sig över stora delar av världen och även introducerat nya växter och varelser. Nod är försvagat och leds av en marionett, styrd av GDI. Många människor som utsatts för Tiberium har muterats och lever som ett eget folk, kallat The Forgotten. Alla länder är upplösta och områden hålls antingen av Nod eller GDI, som flyttat sin ledning till rymdstationen Philadelphia.
Utan förvarning anfalls en av GDI:s baser av Nod och det visar sig att Kane har återuppstått och återtagit makten inom brödraskapet. Handlingen domineras av en mystisk artefakt, kallad Tacitus, som hittats ombord på ett rymdskepp som kraschat på jorden. Båda sidor försöker tolka artefakten, som visar sig innehålla information om Tiberiumet. Kanes plan är att använda informationen för att skicka iväg en missil som ska skynda på spridningen avsevärt. GDI-befälhavaren Michael McNeal lyckas dock stoppa Nod och denna gång förstöra templet där Kane gömmer sig.
Det tredje och senaste spelet, Tiberium Wars, och inleds med att Nod än en gång efter lång tids tystnad dyker upp igen med Kane som ledare. Tiberiumet har spridit sig än mer och stora områden, så kallade Röda Zoner, är helt obeboeliga. 
Denna gång lyckas de hacka GDI:s missilförsvarssystem och kan därmed avlossa en missil mot Philadelphia. Stationen förstörs och GDI är kraftigt försvagade. Striderna leder fram till att Kane lurar GDI att avlossa sin Ion-Cannon mot en stor samling flytande Tiberium. Förödelsen blir total och större delen av Balkanhalvön ödeläggs. Strax efteråt dyker en utomjordisk ras, Scrin, upp och sprider sig snabbt i de röda zonerna där de påbörjar konstruktionen av jättelika torn. GDI skiftar fokus, i tron att Kane är död, mot att försöka utplåna utomjordingarna. Kane däremot, planerar att ta kontrollen över ett av tornen för att använda det i sina egna syften. 
GDI lyckas förstöra Scrins centrala kommandoenhet och alla torn utom ett, som Nod lyckas bevara. Handlingen fortsätter i Tiberian Twilight, där Kane erbjuder sig att hjälpa GDI.

### Kane

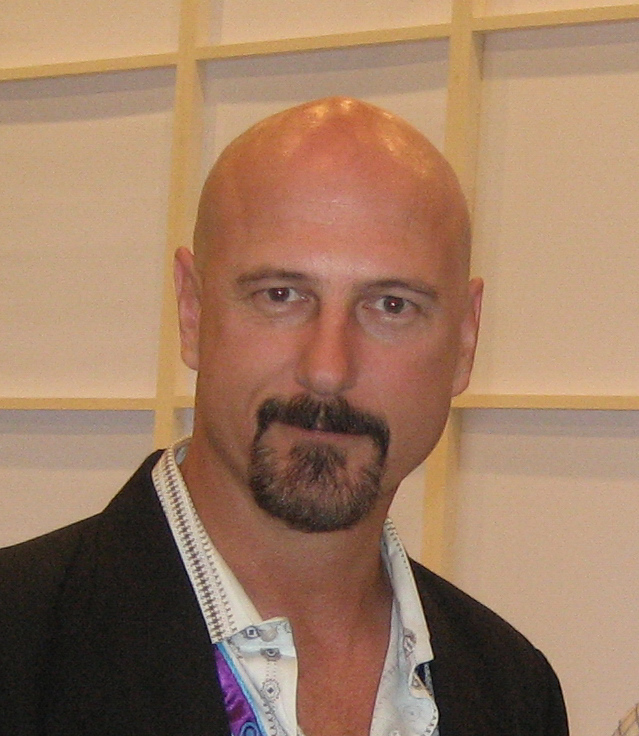
Joseph D. Kucan, som spelar Kane

Kane är ledaren för Brotherhood of Nod och spelas av amerikanen Joseph D. Kucan. Kane är ofta kopplad till den bibliska figuren Cain. Han är den som upptäckte hur man utvinner mineraler ur Tiberium.
Joseph D. Kucan har också regisserat filmklippen i alla C&C-spel utom Command & Conquer: Generals och Command & Conquer 3: Tiberium Wars.

### Tiberium
Tiberium är ett fiktivt ämne som tar ut mineraler från marken runt omkring som den senare kristalliserar ovanför marken, vilket gör det enkelt att behandla till användbart material.
Det spekulerades att Tiberium döptes efter Tibern-floden i Italien där det först upptäcktes av Dr. Ignatio Mobius, men Nod-brödraskapets ledare, Kane, påstår att han upptäckte det och namngav det efter den romerske kejsaren Tiberius. Tiberium är också extremt giftigt och muterande. Tiberium kom till Jorden i en meteorkollision, meteoren skickades av den utomjordiska rasen Scrin. Scrin anlände på Jorden för att skörda Tiberium i Command & Conquer 3: Tiberium Wars. Tiberium är grönfärgad och liknar kristaller, det förekommer också blåfärgade.
Forskaren Mobius tror att Tiberium är mer som en livsform än ett mineral.

### Spel i serien
Alla spel utom Renegade och Tiberium befinner sig i realtidsstrategigenren.
- Command & Conquer (också känt som Tiberian Dawn)
  - The Covert Operations (expansion)
  - Command & Conquer: Sole Survivor (fristående)
- Command & Conquer: Tiberian Sun
  - Firestorm (expansion)
- Command & Conquer: Renegade
- Command & Conquer 3: Tiberium Wars
  - Kane's Wrath (expansion)
- Tiberium (Nedlagd)
- Command & Conquer 4: Tiberian Twilight
- Command & Conquer: Rivals

## Red Alert-serien
Red Alert-spelen utspelar sig i en alternativ tidslinje, skapad då Albert Einstein åker bakåt genom tiden och utplånar Adolf Hitler i ett försök att förhindra andra världskriget.
Det lyckas men resulterar istället i en ohejdad sovjetisk invasion av Europa.
Den här Stalin-ledda invasionen av Europa fungerar som en bakgrund till det första Red Alert-spelet. Två expansionspaket för det första Red Alert släpptes: Counterstrike och The Aftermath. Nya enheter, uppdrag, flerspelarspelbanor, och musik inkluderades i expansionerna.
Red Alert 2 är uppföljaren till Red Alert och har ett expansionspaket, Yuri's Revenge. I Red Alert 2 invaderar Sovjetunionen Förenta staterna.
Red Alert-serien var från början en undersökning av den alternativa historien som leder till Tiberium-serien, till och med Kane gjorde några framträdanden. När Red Alert 2 släpptes blev kopplingen dock lite oklar, eftersom Red Alert 2 inte visade någon koppling till Tiberium-serien. Några tror att tidslinjen beror på vilken faktion som vinner striderna i Red Alert: om Sovjet lyckas ta över Europa, utlöser det händelserna i Tiberium-serien; om de Allierade besegrar Sovjet, följer händelserna i Red Alert 2.
Red Alert 3 är uppföljaren till Red Alert 2. Sovjetunionen är i kris efter ha blivit besegrat i föregångaren. I desperation används en tidsmaskin för att resa tillbaka i tiden och döda Albert Einstein. Detta förhindrar utvecklingen av de viktiga vapen som de allierade använde och blir kraftigt försvagade. Sovjetunionen är en stormakt i den nya tidslinjen men en ny stormakt från Japan kallad Empire of the Rising Sun invaderar.

### Skillnad från de andra spelserierna
Man kan bygga en flotta i alla Red Alert-spelen. I de andra får man endast båtar i speciella uppdrag, och oftast går de inte att kontrollera som "vanliga trupper".
Fartygen i Red Alert är inte lika kraftfulla som de i de andra spelserierna, men däremot är de flera typer, och de kan erbjuda chanser till flera strategier.
Red Alert 2 och 3 innehåller betydligt mer humor än de andra spelen, inte minst i filmsekvenserna.

### Spel i serien
- - Counterstrike (expansion)
  - The Aftermath (expansion)
  - Retaliation (spelkonsolversion av Counterstrike och Aftermath)
- Command & Conquer: Red Alert 2
  - Yuri's Revenge (expansion)
- Command & Conquer: Red Alert 3
  - Uprising (expansion)

## Generals-serien
Command & Conquer: Generals använder Command & Conquer-varumärket, detta trots att handlingen i detta är helt orelaterad till handlingen i de övriga spelen i serien. Till skillnad från tidigare C&C-spel blev Generals och Zero Hour-expansionen utvecklade av EA Los Angeles, eftersom EA hade stängt Westwood.
Generals utspelar sig i en framtida värld där Kina och USA allierar sig mot terrornätverket GLA, "Global Liberation Army".

### Spel i serien
- Command & Conquer: Generals
  - Zero Hour (expansion)

## Komplett lista med utgivna titlar

### PC
- Command & Conquer - augusti 1995
- Command & Conquer, The Covert Operations (exp.) - april 1996
- Command & Conquer: Red Alert - oktober 1996
- Command & Conquer: Red Alert, Counterstrike (exp.) - mars 1997
- Command & Conquer: Red Alert, The Aftermath (exp.) - september 1997
- Command & Conquer: Sole Survivor - november 1997
- Command & Conquer: Tiberian Sun - augusti 1999
- Command & Conquer: Tiberian Sun, Firestorm (exp.) - februari 2000
- Command & Conquer: Red Alert 2 - oktober 2000
- Command & Conquer: Red Alert 2, Yuri's Revenge (exp.) - oktober 2001
- Command & Conquer: Renegade - februari 2002
- Command & Conquer: Generals - februari 2003
- Command & Conquer: Generals, Zero Hour (exp.) - september 2003
- Command & Conquer 3: Tiberium Wars - mars 2007
- Command & Conquer 3: Kanes Wrath (exp.) - mars 2008
- Command & Conquer: Red Alert 3 - oktober 2008
- Command & Conquer: Red Alert 3, Uprising (exp.) - maj 2009
- Command & Conquer 4: Tiberian Twilight - 2010

#### Collector's Editions
- Command & Conquer, Gold Edition - februari 1997
- Command & Conquer: Tiberian Sun, Platinum Edition - 1999
- Command & Conquer: Red Alert 2, Collector's Edition - oktober 2000
- Command & Conquer 3: Tiberium Wars, Kane Edition - mars 2007

#### Mindre samlingar
- Command & Conquer + The Covert Operations - 1996
- Command & Conquer: Red Alert, The Domination Pack - oktober 1997
- Command & Conquer GOLD - 1998
- Command & Conquer: Red Alert, The Arsenal - 1998
- Command & Conquer: Tiberian Sun, Firepower - juni 2000
- Command & Conquer: Red Strike - mars 2002
- Command & Conquer: Generals, Deluxe Edition - oktober 2003
- Command & Conquer Saga - februari 2008
- Command & Conquer Remastered Collection - 5 juni 2020

#### Större samlingar
- Command & Conquer: Worldwide Warfare - 1998
- Command & Conquer: Theater of War - oktober 2001
- Command & Conquer: Collection - oktober 2003
- Command & Conquer: The First Decade - februari 2006

#### Övriga
- Command & Conquer: Renegade 2 - framlagt av Westwood, nedlagt av EA ~2002
- Command & Conquer: Continuum - framlagt av Westwood, nedlagt av EA ~2003

### Övriga plattformar
- Command & Conquer (Mac) - september 1995
- Command & Conquer (Sat) - december 1996
- Command & Conquer (PS) - februari 1997
- Command & Conquer: Red Alert (PS) - oktober 1997
- Command & Conquer: Red Alert, Retaliation (PS) - augusti 1998
- Command & Conquer (N64) - maj 1999
- Command & Conquer: Generals (Mac) - juni 2004
- Command & Conquer: Generals, Zero Hour (exp.) (Mac) - februari 2005
- Command & Conquer: Generals, Deluxe Edition (Mac) - mars 2006
- Command & Conquer 3: Tiberium Wars (X360) - maj 2007
- Command & Conquer 3: Tiberium Wars (X360) - juni 2008
- Command & Conquer (PSP) - T.B.A.

### Officiella webbplatser
- Officiell webbplats